# مزرعة المعيصرة
مزرعة المعيصرة هي إحدى القرى اللبنانية من قرى قضاء بعبدا في محافظة جبل لبنان.